# Rust
Rust是由Mozilla主导开发的通用、编译型编程语言。设计准则为“安全、并发、实用”，支持函数式、並行式、过程式以及面向对象的程式設計风格。
Rust語言原本是Mozilla員工Graydon Hoare的個人專案，而Mozilla於2009年開始贊助這個專案 ，並且在2010年首次公開。也在同一年，其編譯器原始碼開始由原本的OCaml語言轉移到用Rust語言，進行自我編譯工作，稱做「rustc」，並於2011年實際完成。這個可自我編譯的編譯器在架構上採用了LLVM作為它的後端。
第一個有版本號的Rust編譯器於2012年1月釋出。Rust 1.0是第一個穩定版本，於2015年5月15日釋出。
Rust在完全公開的情況下開發，並且相當歡迎的回饋。在1.0穩定版之前，語言設計也因為透過撰寫Servo網頁瀏覽器排版引擎和rustc編譯器本身，而有進一步的改善。它雖然由Mozilla資助，但其實是一個共有專案，有很大部分的程式碼是來自於社群的貢獻者。

## 設計
Rust的設計目標之一，是要使設計大型的網際網路客户端和伺服器的任務變得更容易。因此更加強調安全性、記憶體配置、以及並行處理等方面的特性。

### 性能
在效能上，具有額外安全保證的代碼會比C++慢一些，例如Rust对数组进行操作时会進行边界检查（尽管可以通过一些方式绕过），而C++则不会，但是如果等價的C++代碼作手工检查，則兩者效能上是相似的。

### 编译报错
比起C/C++，Rust编译器的对于代码中错误的提示更清晰明瞭，开发者可根据提示轻松地修复代码中的错误。

### 編譯速度
由於其編譯器會做出額外的安全檢查，Rust的編譯速度有時低於C/C++。

### 语法
Rust的語法設計，與C語言和C++相當相似，區塊（block）使用大括號隔開，控制流程的關鍵字如if、else、while等等。在保持相似性的同時，Rust也加進了新的關鍵字，如用於模式匹配的match（與switch相似）則是使用C/C++系統程式語言的人會相對陌生的概念。儘管在語法上相似，Rust的語義（semantic）和C/C++非常不同。

### 内存安全
為了提供内存安全，它的設計不允許空指標和懸空指標。指針只能透過固定的初始化形態來建構，而所有這些形態都要求它們的輸入已經分析過了。Rust有一個檢查指標生命期間和指標凍結的系統，可以用來預防在C++中許多的型別錯誤，甚至是用了智能指针功能之後會發生的型別錯誤。

### 所有权
Rust设计了一个所有权系统，其中所有值都有一个唯一的所有者，并且值的作用域与所有者的作用域相同。值可以通过不可变引用（&T）、可变引用（&mut T）或者通过值本身（T）传递。任何时候，一个变量都可以有多个不可变引用或一个可变引用，这实际上是一个显式的读写锁。Rust编译器在编译时强制执行这些规则，并检查所有引用是否有效。

### 内存管理
早期的Rust雖然有垃圾回收系統，但非如Java或.NET平台的全自動垃圾回收。Rust 1.0已不再使用垃圾回收器，而是全面改用基于引用计数的智能指针来管理内存。

### 类型与多态
它的型別系統直接地模仿了Haskell語言的类型类概念，並把它稱作「traits」，可以把它看成是一種特设多态。Rust的作法是透過在宣告型別變數（type variable）的時候，在上面加上限制條件。至於Haskell的高階型別變數（Higher-kinded polymorphism）則還未支援。
型別推導也是Rust提供的特性之一，使用let語法宣告的變數可以不用宣告型別，亦不需要初始值來推斷型別。但如果在稍後的程式中從未指派任何值到該變數，編譯器會發出編譯時（compile time）錯誤。函數可以使用泛型化參數（generics），但是必須綁定Trait。不能使用方法或運算子而不宣告它們的型別，每一項都必確明確定義。
Rust的物件系統是基於三樣東西之上的，即實作（implementation）、Trait以及結構化資料（如struct）。實作的角色類似提供Class關鍵字的程式語言所代表的意義，並使用impl關鍵字。繼承和多型則透過Trait實現，它們使得方法（method）可以在實作中被定義。結構化資料用來定義欄位。實作和（trait）都無法定義欄位，並且只有（trait）可以提供繼承，藉以躲避C++的「鑽石繼承問題」（菱型缺陷）。

## 历史
2006年，Rust作为Graydon Hoare的个人项目首次出现。
2009年，Graydon Hoare成为Mozilla雇员。
2010年，Rust首次作为Mozilla官方项目出现。同年，Rust开始从初始编译（由OCaml写成）转变为自编译。
2011年，Rust成功的完成了移植。Rust的自编译器采用LLVM作为其编译后端。
2012年1月20日，第一个有版本号的预览版Rust编译器发布。
2013年4月4日，Mozilla基金會宣布將與三星集團合作開發瀏覽器排版引擎Servo，此引擎将由Rust來實作。
2015年5月16日，Rust 1.0.0发布。
2020年3月27日，Rust核心团队成员Steve Klabnik在官方博客发表了一篇名为《Goodbye, docs team》的文章，叙述了Rust文档的现状。
2021年2月8日，AWS、華為、Google、微軟以及Mozilla宣布成立Rust基金會，并承诺在两年时间里每年投入不少于 100 万美元的预算，以用于 Rust 项目的开发、维护和推广。
2022年9月19日，Linux初始開發者 Linus Torvalds 表示在Linux核心6.1版中會有對Rust的初步支援。
2023年4月6日，Rust基金会发布了新商标政策草案，修订了关于如何使用Rust标志和名称的规则，导致了Rust用户社区的负面反应和抗议。

## 生态系统
除了编译器和标准库，Rust生态系统还包括用于软件开发的额外组件。官方推荐使用Rustup，一个Rust工具链安装程序来管理这些组件。

### Cargo
Cargo是Rust的软件包管理器，用来下载和构建依赖关系。Cargo还充当了Clippy和其他Rust组件的封装器。它要求项目遵循一定的目录结构。
Cargo.toml文件指定了项目所需的依赖和版本要求，告诉Cargo哪些版本的依赖关系与该包兼容。Cargo默认从crates.io中获取依赖，但Git仓库和本地文件系统中的包也可以作为依赖。

### 集成开发环境支持
rust-analyzer 是一系列工具，可以通过语言服务器协议为集成开发环境（IDE）和文本编辑器提供有关某一Rust项目的信息。利用它，开发者可以在编辑Rust代码时使用自动完成和编译错误显示等功能。

## 代码示例
下面的代码在Rust 1.3中测试通过。

### Hello World
```
fn
 
main
()
 
{

    
println!
(
"Hello, World!"
);

}

```

如果不想使输出包含换行符(\n)，可以使用print!巨集代替println!巨集。

### 階乘
下面是三個不同版本的階乘函數，分別以遞迴、迴圈和迭代器的方法寫成：
```
// 這個函數的if-else語句中展示了Rust中可選的隱式返回值，可用於寫出更像函數式程式設計風格的代碼

// 與C++和其他類似的語言不同，Rust中的if-else結構不是語句而是運算式，有返回值

fn
 
recursive_factorial
(
n
:
 
u32
)
 
->
 
u32
 
{

    
if
 
n
 
<=
 
1
 
{

        
1

    
}
 
else
 
{

        
n
 
*
 
recursive_factorial
(
n
 
-
 
1
)

    
}

}

fn
 
iterative_factorial
(
n
:
 
u32
)
 
->
 
u32
 
{

    
// 變數用`let`定義，`mut`關鍵字使得變數可以變化

    
let
 
mut
 
i
 
=
 
1
u32
;

    
let
 
mut
 
result
 
=
 
1
u32
;

    
while
 
i
 
<=
 
n
 
{

        
result
 
*=
 
i
;

        
i
 
+=
 
1
;

    
}

    
result
 
// 顯式返回值，與上一個函數不同

}

fn
 
iterator_factorial
(
n
:
 
u32
)
 
->
 
u32
 
{

    
// 迭代器有多種用於變換的函數

    
// |accum, x| 定義了一個匿名函數

    
// 內聯展開等最佳化方法會消去區間和fold，使本函數的運行效率和上一個函數相近

    
(
1
..
n
 
+
 
1
).
fold
(
1
,
 
|
accum
,
 
x
|
 
accum
 
*
 
x
)

}

fn
 
main
()
 
{

    
println!
(
"Recursive result: {}"
,
 
recursive_factorial
(
10
));

    
println!
(
"Iterative result: {}"
,
 
iterative_factorial
(
10
));

    
println!
(
"Iterator result: {}"
,
 
iterator_factorial
(
10
));

}

```

### 並行計算
一個簡單的Rust並行計算例子：
```
use
 
std
::
thread
;

// 這個函數將創建十個同時並行的執行緒

// 若要驗證這一點，可多次運行這個程式，觀察各執行緒輸出順序的隨機性

fn
 
main
()
 
{

    
// 這個字串是不可變的，因此可以安全地同時被多個執行緒訪問

    
let
 
greeting
 
=
 
"Hello"
;

    
let
 
mut
 
threads
 
=
 
Vec
::
new
();

    
// `for`迴圈可用於任何實現了`iterator`特性的類型

    
for
 
num
 
in
 
0
..
10
 
{

        
threads
.
push
(
thread
::
spawn
(
move
 
||
 
{

            
// `println!`是一個可以靜態檢查格式字串類型的巨集

            
// Rust的巨集是基於結構的（如同Scheme）而不是基於文本的（如同C）

            
println!
(
"{} from thread number {}"
,
 
greeting
,
 
num
);

        
}));

    
}

    
// 收集所有執行緒，保證它們在程式退出前全部結束

    
for
 
thread
 
in
 
threads
 
{

        
thread
.
join
().
unwrap
();

    
}

}

```

## 参閱
- Servo